# Ante Laušić
Dr sc. Ante Laušić (Kreševo, 8. svibnja 1940. – Zagreb, 16. kolovoza 2012.), bio je hrvatski povjesničar. Bio je ravnateljem Instituta za migracije i narodnosti. Mlađi je brat hrvatskog književnika Joze Laušića.

## Životopis
Studirao je povijest i filozofiju na Filozofskom fakultetu u Zadru gdje je diplomirao 1969. godine. Nakon studija prvo je radio kao srednjoškolski profesor u gradu Hvaru, gdje je predavao pet predmeta. Potom je radio u srednjoj školi u Omišu sve do 15. veljače 1972. kad je tijekom progona hrvatskih proljećara zbog hrvatskog razmišljanja uhićen i nešto poslije osuđen na 15 mjeseci strogog zatvora. Zatvorsku je kaznu odležao u Staroj Gradišci. Nakon toga dugo vremena nije se nigdje u školi mogao zaposliti, jer ga je ondašnji režim ocrnjujućim dosjeom proganjao gdje god je poslao zamolbu za primanje na posao. 

Naposljetku se uspio zaposliti kao srednjoškolski profesor u Slunju.
Magistrirao je na Filozofskom fakultetu u Zadru 1977. na temu Društvene i gospodarske prilike u Poljicima do kraja 15. stoljeća.
Od 1980. godine radio je u zagrebačkom Institutu za migracije i narodnosti, gdje je došao do statusa višeg znanstvenog suradnika. 
Doktorirao je 1985. godine na Filozofskom fakultetu u Zadru na temu Postanak i razvitak Poljičke kneževine: (do kraja XV stoljeća), pred ispitnom komisijom u kojoj su bili Stjepan Antoljak (predsjednik), Josip Lučić i Stijepo Obad.
1991. je godine objavio knjigu Postanak i razvitak Poljičke kneževine (do XV. st.) koje je ujedno i sinteza razmišljanja povjesničara o pitanjima poljičke povijesti i pregled rezultata istraživanja povijesne znanosti o toj staroj hrvatskoj knežiji. Djelo je temeljna literatura za povijest Poljica u srednjemu vijeku, jer je objektivnije od svojih prethodnika obradio tu tematiku, a da djelo nije sadržavalo pretjerani romantičarski zanos.
1997. je postao ravnateljem Instituta za migracije i narodnosti sve do odlaska u mirovinu. Umirovio se napisavši knjigu o Hrvatima u Venezueli 2007. godine, prvu cjelovitu monografiju o Hrvatima u Venezueli koja je ikad napisana.
Djelovao je pri Međunarodnom klubu hrvatskih iseljenika povratnika i investitora iz dijaspore.

## Znanstveni rad
Znanstvenički interes mu se rasprostirao na nekoliko područja. 
Jedno je bila srednjovjekovna hrvatska povijest, pri čemu se posebice isticalo zanimanje za Poljičku kneževinu, o značenju i autentičnosti hrvatskih povijesnih isprava kneza Trpimira i Mutimira, starohrvatskoj župi Radobilji, o bitci kod Siska 1593., Pacti conventi od 1102., Istri pod mletačkom vlašću u 16. i 17. st., Dubrovačkoj Republici ali i o novijoj hrvatskoj povijesti, kao što je o Radićevom kolegi Augustu Košutiću (1893. – 1964.) i o Bruni Bušiću.
Druga tema za koju se zanimao bile su unutarnje migracije u Hrvatskoj (pr. iseljenička problematika Istre 2. pol. 19.st. – 1960-te, kolonisti i izbjeglice u Slavoniji u vrijeme agrarne reforme i kolonizacije 1945-1948., Folksdojčerima i njihovom egzodusu iz bivše Jugoslavije, uzroci i posljedice iseljavanja bosanskohercegovačkih Hrvata u 20. stoljeću).
Treća tema za koju se zanimao bilo je hrvatsko iseljeništvo. Ponajviše se bavio Hrvatima u Južnoj Africi i Kanadi, a zadnjih je godina istraživao Hrvate u Venezueli. Pisao je i o Carlu Corneru, Hrvatima u Sloveniji, homerskim pjesmama kao književnom i znanstvenom djelu, hrvatskom iseljeničkom tisku u Kanadi, hrvatskim katoličkim misijama.
O hrvatskom je iseljeništvu govorio da to nije teret, nego golema vrijednost koja matičnoj zemlji Hrvatskoj stoji na raspolaganju.

## Djela
Radove je objavio u Migracijskim i etničkim temama, Migracijskim temama, Maruliću, Mosorskoj vili, Pazinskom memorijalu, Zapošljavanju, Radovima Zavoda za hrvatsku povijest, župnom časopisu Radobilji, iseljeničkom kalendaru Matici, Hrvatskim iseljeničkim temama te u slovenskoj Znanstvenoj reviji iz Maribora. Povremeno je pisao za hrvatski tjednik za kulturu Hrvatsko slovo.
Objavio je radove u ovim zbornicima: 
- Zbornik Prvog sabora hrvatske dijaspore
- Hrvatski iseljenički zbornik
- Hrvati u Sloveniji (ur. Mirjana Domini)
- Treba li domovini hrvatsko izvandomovinstvo? (ur. Biserka Cetinić)
- Hrvati izvan domovine (kongres hrvatskih povjesničara)
- zbornik radova sa simpozija Hrvatska dijaspora, jučer, danas, sutra 1997.[13]
- 50 godina Bleiburga: zbornik radova o Bleiburgu i križnim putovima s trećeg međunarodnog znanstvenog simpozija u Bleiburgu, 14. i 15. svibnja 1995. (ur. Jozo Marević)
- Budućnost iseljene Hrvatske (ur. Vlado Šakić; Josip Jurčević; Marin Sopta)
- Zbornik radova s Međunarodnog znanstvenog skupa Talijanska uprava na hrvatskom prostoru i egzodus Hrvata (1918. – 1943.)
- Sezonstvo in izseljenstva v panonskem prostoru: sosedstvo Avstrije, Hrvaške, Madžarske in Slovenije (izdanje ZRC SAZU) – međunarodna recenzija

Bio je suradnik u elaboratu Poslovna inteligencija i elektroničko poslovanje.
Bio je glavni istraživač odnosno voditelj projekta ministarstva znanosti, obrazovanja i športa-a (kod IMIN-a) Hrvatska dijaspora 1996. – 2002., a sudjelovao je u IMIN-ovim znanstvenim projektima  Hrvatske migrantske zajednice: pripadnost i multikulturalizam 2002. – 2006.), vodio je IMIN-ov međunarodni projekta Društveno okupljanje Hrvata u prekomorskim zemljama (1945. – 1990.), (1991. – 1995.) te je sudjelovao na projektu Hrvati u Republici Sloveniji i Slovenci u Republici Hrvatskoj (1995. – 2000.).
Autor je proslova knjizi Prinosi povijesti Poljica iz 2004. godine (autor knjige Alfons Pavić, otac poljičke historiografije). U Slobodnoj Dalmaciji objavio je svibnja 2004. podlistak u nekoliko nastavaka Hrvati na Sjevernom ledenom moru gdje je pisao o sudjelovanju Hrvata odnosno hrvatskih mornara u arktičkim istraživanjima.
Bio je recenzent izdanja: 

(popis nepotpun)
- Populacija i kontinuitet pri smjeni civilizacija. Primjeri s izmaka antike, Etničnost i povijest (ur. Emil Heršak), IMIN-Naklada Jesenski i Turk – Hrvatsko sociološko društvo, Zagreb 1999. (korecenzent Jadranka Grbić)[18]
- Čuvari bleiburške uspomene, autori: Josip Jurčević, Bruna Esih, Bože Vukušić), 2003. (korecenzent: Zdravko Dizdar)
- Hrvatski politički emigrant 1941. – 1991., 2009. (autor Tomislav Krolo, prireditelji Ivan Čizmić i Marin Sopta, korecenzenti Branimir Banović i Josip Jurčević)[19]

Bio je urednik izdanja:
- monografija Izvješća Iseljeničkog komesarijata u Zagrebu 1922. – 1939., Zagreb : Institut za migracije i narodnosti, 1998. (autor Pavao Jonjić)
- serijska publikacija Biblioteka Iseljenička arhivska građa

Objavio je knjige:
- Postanak i razvitak Poljičke kneževine (do kraja XV. stoljeća). Split: Književni krug, 1991.
- Južna Afrika i Hrvati, Zagreb: IMIN, 2000. (suautor Josip Anić).
- Venezuela i Hrvati,. Zagreb: IMIN, Hrvatska matica iseljenika, 2007.  (recenzenti Ivan Čizmić i Aleksandar Vukić)[6]

## Vanjske poveznice
- Tko je tko u hrvatskoj znanosti  Arhivirana inačica izvorne stranice od 4. ožujka 2016. (Wayback Machine)
- Hrvatska matica iseljenika  Arhivirana inačica izvorne stranice od 11. veljače 2008. (Wayback Machine) Ante Laušić: Republika Hrvatska i njezina dijaspora, Hrvatski iseljenički zbornik 2001. (članak)